# Buggiano
Buggiano /buˈʤːaːno/ je italská obec v toskánské provincii Pistoia, 50 km severozápadně od Florencie. Obec má rozlohu 16 km² a zhruba 8500 obyvatel. Sídlo obce se nachází v části Borgo a Buggiano.

## Vývoj počtu obyvatel
Počet obyvatel